# Messènia
|  | Aquest article tracta sobre la regió de l'antiga Grècia. Vegeu-ne altres significats a «Messènia (desambiguació)». |

Messènia (grec antic: Μεσσηνία) era una antiga regió del sud-oest del Peloponnès. Limitava a l'est a Lacònia; al nord, limitava amb l'Èlida seguint el curs del riu Neda. La frontera amb l'Arcàdia estava a les muntanyes d'Eleon i Nomia i als peus del Taíget. La part occidental d'aquesta muntanya pertanyia a Lacònia. Al sud s'estenia el Golf de Messènia (Μεσσηνιακὸς κόλπος). Actualment existeix la prefectura de Messènia amb el mateix nom i límits similars.

## Muntanyes
Una serralada central avui anomenada Tetrázi (potser el seu nom antic va ser Eira) ocupa la part central (amb uns 1400 metres d'altura). A l'est les muntanyes avui anomenades Makryplái, formaven les antigues muntanyes Nomia. (Νομία ὄρη) i a l'oest la prolongació del Tetrázi avui anomenada Kuvela, es deia (a la vall del Neda) es deia Elaeos (Elaeum, Ἐλάϊον). Els puigs Itome i Evan eren els principals.
Aegaleum o Agalios era una serralada que corria paral·lela a la costa occidental, de la qual formaven partes les muntanyes Boufras (Βουφράς) i Tomeys (Τομεύς). Temàtia (Temathia, Τημαθία) o Màtia (Matia, Μαθία) era una muntanya que correspondria al modern Lykódimo, amb quasi 1.000 metres, a la part sud-oest.

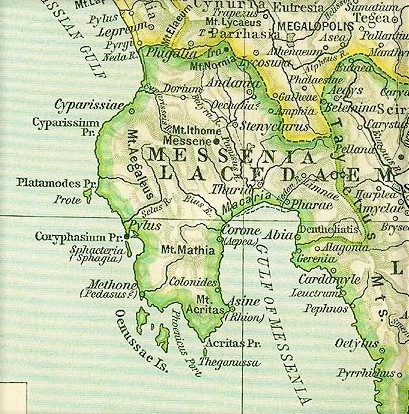
Imatge de Messènia en color verd (any 1926)

## Rius
- Pamisos (Pamisus, Παμισός)
- Neda (riu)
- Balira (Balyra, Βαλίρα).
- Electra (Ἠλέκτρα)
- Ceos (Coeus Κοῖος)
- Leucasia  (Λευκασία)
- Amphitus (Ἄμφιτος),
- Charadrus (Κάραδρος).
- Aris (Ἄρις)
- Nedon  (Νέδων)
- Selas (Σέλας)
- Ciparissos (Κυπάρισσος)

## Caps
El principal era el cap Acritas (Ἀκρίτας), o Cap Gallo, la part mes al sud de Messènia; a l'oest el Corifàsion (Coryphasium) que formava l'entrada de la badia de Pilos, el Platamodes (Πλαταμώδης) o Platanodes i el Ciparíssion (Cyparissium) el més al nord, a la ciutat de Ciparíssia (Cyparissia)

## Illes
- Teganussa (Theganussa, Θηγανοῦσσα), moderna Venetikó, enfront del cap Acritas
- Illes Oenussae (Οἰνοῦσσαι)
- Esfactèria (Sphacteria) enfront de Pilos
- Prote (Πρωτή)

## Ciutats
Andània era la capital dels primers reis. La principal fortalesa era Itome i també Eira. La capital a partir del 369 aC va ser Messene, prop d'Ithome. Les ciutats cal dividir-les en quatre grups:
A la plana de StenyclernsAndània, Oechalia, Ampheia i Stenyclaros, Ira o Eira, Messene amb la ciutadella d'Itome, Policne i Dòrion (Dorium).
A la plana de Macària (Macaria) Feres (Pherae), moderna Kalamata, Calames (Calamae) i Limnes (Limnae).
A la península occidental i costa de l'oestCorone, Asine, Colonides, Methone, Pilos, Erana, Ciparíssia i Auló.
De localització desconegudaEtea.

## Història
Els primers habitants de Messènia que es mencionen són els lèleges. Policàon, fill de Lèlex, el rei dels lèleges, es va casar amb l'argiva Messene i va governar el país al que va donar el nom de la seva dona i va construir diverses ciutats entre elles Andània on va establir la seva residència, segons diu Pausànies.
Després de cinc generacions van arribar els eolis dirigits per Perieres fill d'Èol, al que després va succeir el seu fill Afareu, que va acollir a Neleu, fugitiu de Tessàlia. Neleu va fundar Pilos i ell i els seus descendents van governar la costa oest. La família d'Afareu es va extingir i el país va passar als atrides de Lacònia i la resta va romandre en mans dels reis de Pilos. En aquest temps el límit entre Messènia i Lacònia era el riu Pamisos, segons diu Eurípides quan es refereix als temps mítics d'aquell país. Estrabó diu que en el seu temps no era així. De les set ciutats que a la Ilíada, Agamèmnon ofereix a Aquil·les, algunes es trobaven sens dubte a Messènia, però com que només han conservat el seu nom homèric Feres i Cardamyle, és difícil saber quines eren les altres cinc.
Conquerit el Peloponnès pels doris, Messènia va caure en mans de Cresfontes que es va casar amb una filla de Cípsel d'Arcàdia, va expulsar els neleides de Pilos i va governar sobre tot el país, que va dividir en 5 parts, segons diu Èfor. Va establir la capital reial a Esteniclaros, i les altres 4 demarcacions eren governades per virreis. Va donar als antics habitants els mateixos drets que als conqueridors doris. Això va provocar l'aixecament dels doris, que s'havien ofès, i Cresfontes va haver de refugiar-se amb els messenis a Esteniclaros, declarent que aquella era la única ciutat de Messènia. Malgrat aquestes concessions, finalment els doris van matar Cresfontes amb tots els seus fills, salvant-se només el jove Èpit, que era a Arcàdia amb el seu avi Cípsel. Uns anys després quan Èpit va créixer, va ser restaurat com a rei de Messènia pels arcadis, espartans i argius, fundant la dinastia heraclida dels epítides, i la seva nissaga va governar durant sis generacions (Èpit, Glauc, Istmi, Dotadas, Sibotas, i Fintas).
Llavors va començar la primera guerra messènica que va durar del 743 al 724 aC segons la datació tradicional. La segona guerra messènica va durar del 685 al 668 aC. La tercera del 468 al 458 aC. En conjunt són conegudes com a "guerres messèniques".
La primera guerra messènica, que va tenir com a antecedent l'assassinat per part dels messenis del rei d'Esparta Telecle, quan anava a fer un sacrifici al temple d'Àrtemis Limnatis, situat a la frontera entre els dos països, va suposar pèrdues territorials per Messènia, però la segona va representar la conquesta del seu territori pels espartans (668 aC). Milers de messenis van fugir del país i es van establir a altres llocs de Grècia o a les colònies; un dels principals grups, dirigit per Aristòmenes, es va establir a Règion, a Itàlia, d'on després van passar també a Zancle, situada enfront, que va portar el nom de Messene, després deformat a Messana (moderna Messina). Els que es van quedar a Messènia van ser convertits pels espartans en hilotes (esclaus).
Al terratrèmol del 464 aC que va deixar Esparta en ruïnes, els ilotes messenis, que ja estaven revoltats feia 4 anys, es van aixecar massivament en un conflicte que va ser anomenat la tercera guerra messènica, i va els ilotes revoltats es van refugiar a la fortalesa d'Itome, on els espartans els van assetjar durant deu anys. Finalment els espartans van permetre als messenis de sortir-ne sense fer-los mal i van marxar cap a l'estranger.
Els messenis exiliats es van establir a Naupacte amb ajut dels atenesos, ciutat que van arrabassar als locris ozolis, i des d'aquell moment van ser aliats d'Atenes, especialment durant la guerra del Peloponès. Conquerida Atenes pels espartans, els messenis van abandonar Naupactos i es van refugiar una part a Règion o a Sicília, i la resta a la costa d'Àfrica, on van ser acollits pel poble libi dels euespèrides.
El 371 aC Epaminondes va derrotar els espartans a Leuctres, i per debilitar Esparta va restaurar la independència de Messènia i va formar al Lliga Arcàdia. Els ilotes van ser declarats lliures i van convidar a tornar eals messenis exiliats a Reggio, Sicília i Àfrica. La nova capital Messene es va construir el 369 aC i la seva ciutadella era l'antiga fortalesa d'Itome. Els messenis havien conservat durant 300 anys d'exili i esclavatge, les seves costums i el seu dialecte dòric. Es van reconstruir altres ciutats i Messènia va convertir-se en aliada de Tebes i d'Arcàdia.
A la caiguda del poder de Tebes els messenis van buscar l'aliança de Filip II de Macedònia i, per tant, no estaven al camp grec a la batalla de Queronea el 338 aC. El rei macedoni va obligar a Esparta a cedir a Messènia la regió de Limnes i alguns districtes fronterers (Alagònia, Gerènia, Cardanyle i Leuctra) sobre els que els messenis tenien reclamacions. Uns anys després Esparta va recuperar aquest districtes però el moment exacte es desconeix.
Després els messenis van entrar a la Lliga Aquea i van lluitar al costat dels aqueus i d'Antígon Dosó a la batalla de Selàsia el 222 aC. Al final de la lluita Esparta va haver de cedir altre cop Alagònia, Gerènia, Cardanyle i Leuctra.
Tot seguit el rei Filip V de Macedònia, al que els seus consellers van indicar que Itome i Acrocorint eren les claus del Peloponès, es va voler apoderar de Messènia i va enviar una expedició dirigida per Demetri de Faros, llavors a la cort macedònia, que va fracassar i on el mateix Demetri va morir.
Un altre intent de conquesta el va fer Nabis, tirà d'Esparta, i va aconseguir entrar a les muralles de Messene, però finalment va ser rebutjat pel cap de la Lliga Aquea, Filopemen, vingut en ajut des de Megalòpolis. En el tractat entre Nabis i Roma el 195 aC el tirà espartà fou obligat a restituir tot el que havia conquerit a Messènia.
Poc després van esclatar disputes entre Messènia i la Lliga Aquea que van acabar en guerra oberta. Els aqueus foren derrotats i Filopemen fou fet presoner i executat el 183 aC, però el seu successor Licortas, va derrotar els messenis i va entrar a Messene on va fer executar a tots els que havien participat en l'execució de Filopemes. Messènia va haver de reingressar a la Lliga Aquea, i Àbia, Thúria i Fares (Pharae) van esdevenir independents i van entrar a la lliga separadament.
Quan el romà Luci Mummi Acaic va fixar les fronteres dels estats grecs, Àbia, Thúria i Fares van ser retornats a Messènia així com el districte anomenat Dentheliates Ager que havia estat ocupat per Esparta. Com que aquest districte era en disputa, es va demanar un arbitratge a Milet i al pretor d'Acaia, Atidius Geminus, que van confirmar a Messènia com a legitima titular.
Messènia va ser favorable a Marc Antoni, i Octavi August com a càstig, després de la batalla d'Àccium el 31 aC, va entregar Thúria i Fares i el Dentheliates Ager a Esparta, però Tiberi va revocar la decisió d'August i va retornar els districtes a Messènia.